# Roscoea purpurea
Roscoea purpurea là một loài thực vật có hoa trong họ Gừng. Loài này được James Edward Smith miêu tả khoa học đầu tiên năm 1806 từ các mẫu vật được Francis Buchanan (1762 – 1829) thu thập ở Nepal. Buchanan cũng là người đã thu thập và mô tả nhiều loài thực vật mới từ Ấn Độ và Nepal. Nó là loài điển hình của chi này.

## Phân bố
R. purpurea là loài bản địa dãy núi Himalaya, từ miền trung Ấn Độ (Himachal Pradesh) đến Nepal và biên giới Bhutan-Assam, ở cao độ từ 1.500-3.100 m. Nó xuất hiện trong nhiều loại môi trường sống, cả ẩm ướt và khô ráo. Nó được tìm thấy trên đồng cỏ núi cao, mặt đá, vách bậc thang, các khoảng rừng thưa và bìa rừng thưa; đôi khi tiếp xúc với ánh nắng đầy đủ và đôi khi trong bóng râm của các cây thân thảo, cây bụi và cây gỗ khác.

## Các thứ
R. purpurea được chia ra thành các thứ như sau:
- R. purpurea f. purpurea (đồng nghĩa: R. procera Wall., 1832): Nguyên chủng.[9]
- R. purpurea f. rubra Cowley, 2007:[10] Chủng hoa màu đỏ hoặc da cam. Có ở Nepal.

## Mô tả
R. purpurea có rễ mọng thịt. Các lá (4-8) mềm và hơi gợn sóng, màu xanh lục sáng, nhẵn hoặc có lông rung, dài 14–20 cm, mọc ngang hoặc uốn ngược lại. Các bẹ lá thường có màu tía hoặc ánh đỏ. Các lá bắc hình trứng hẹp và hầu như bị các lá phía trên che khuất. Hoa màu tía, tím hoa cà, đỏ hoặc trắng và xuất hiện liên tiếp giữa các lá phía trên từ tháng 6 đến tháng 9. Mỗi hoa chỉ tồn tại một hoặc hai ngày. Ống hoa dài 6,5–10 cm, nhưng bị các lá bắc và bẹ lá phía trên che khuất. Cánh hoa ở mặt lưng hình trứng, trong khi các cánh hoa bên ngắn hơn và thuôn tròn. Môi 3 thùy. Thùy trung tâm hình trứng ngược, rộng 2 cm và chia thùy ở đỉnh, các thùy bên thẳng-hình mũi mác. Chỉ nhị có các phần phụ nhọn, màu trắng.

## Thụ phấn
R. purpurea được ruồi lưỡi dài (Philoliche longirostris) thụ phấn. Nó là loài côn trùng thụ phấn bắt buộc cho R. purpurea. P. longirostris là loài ruồi lưỡi dài duy nhất phân bố trên dãy Himalaya và có vòi dài nhất trong số tất cả các thành viên của họ Tabanidae. Sự phổ biến theo mùa của loài ruồi này đồng bộ chặt chẽ với thời kỳ nở hoa đỉnh điểm của R. purpurea. Quá trình truyền phấn xảy ra khi ruồi đẩy vào các phần phụ của nhị hoa kéo dài từ gốc của nhị hoa ở lối vào của ống tràng hoa. Hành động này làm cho bao phấn và vòi nhụy và đầu nhụy hạ xuống và chạm vào lưng ruồi.

## Sử dụng
R. purpurea được trồng làm cây cảnh. Ở miền bắc Ấn Độ, theo truyền thống thì rễ củ được sử dụng để làm thuốc chữa sốt rét. Ở Nepal, chúng được luộc để ăn và cũng được sử dụng trong thú y cổ truyền.

## Hình ảnh

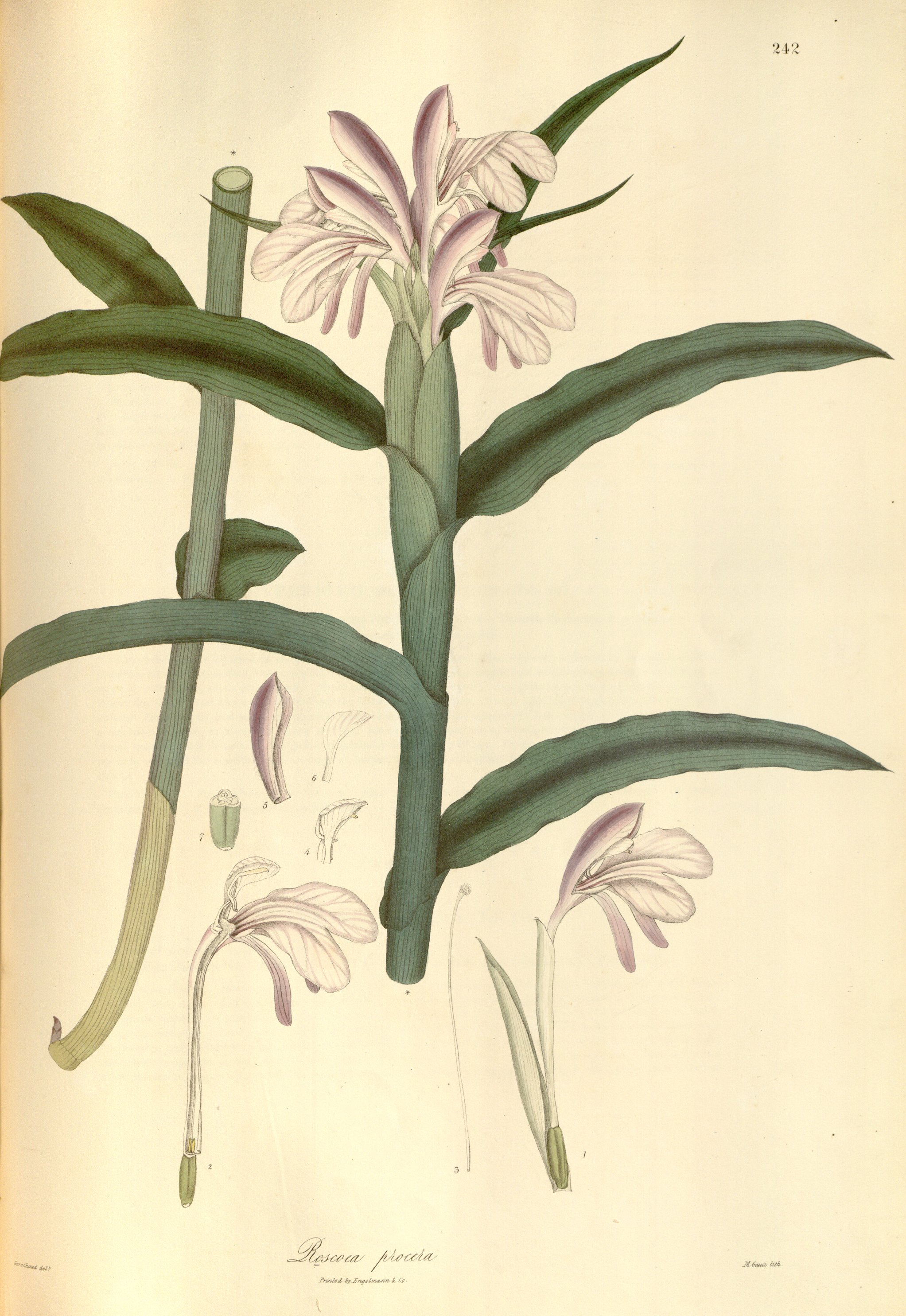
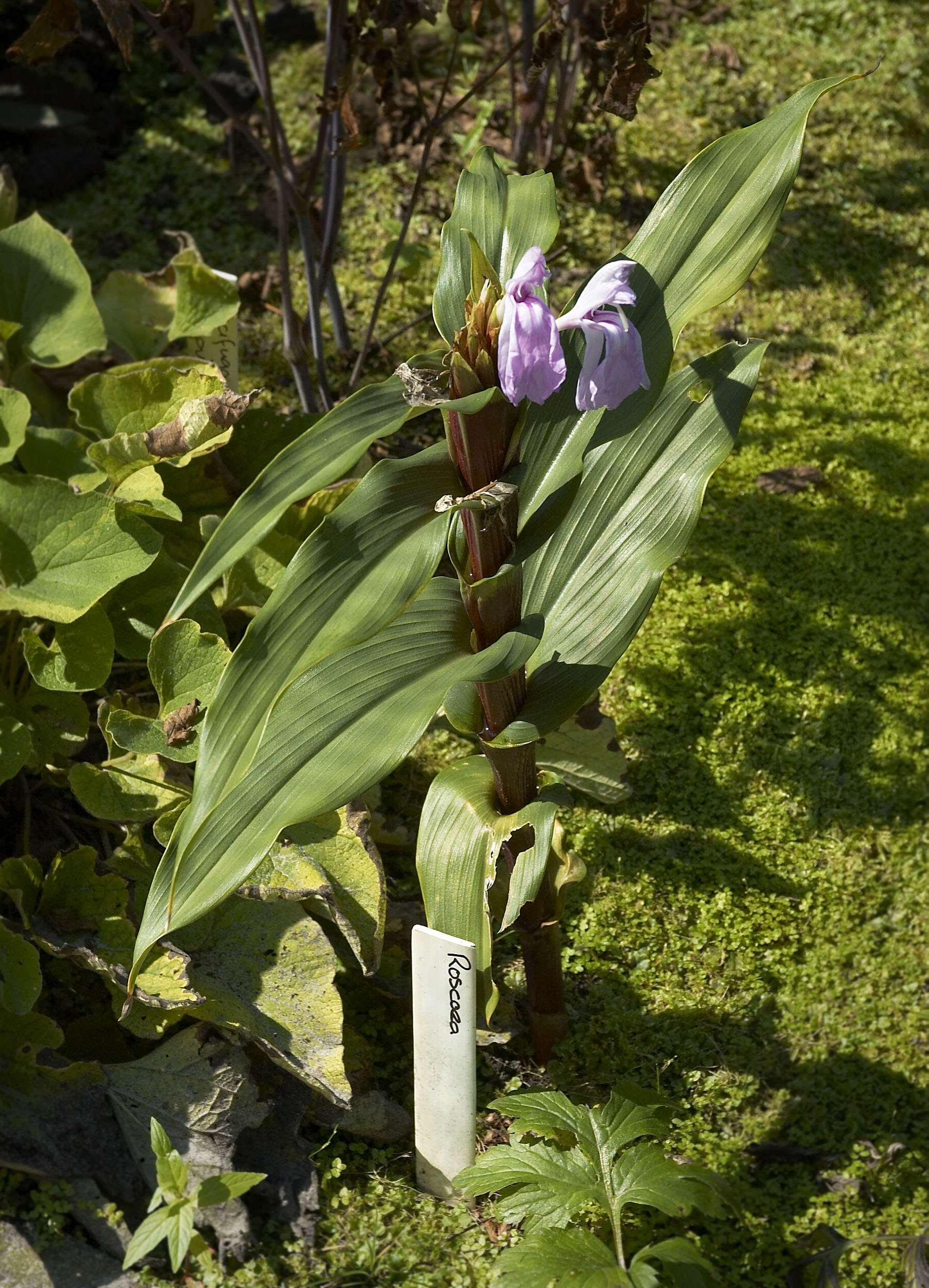
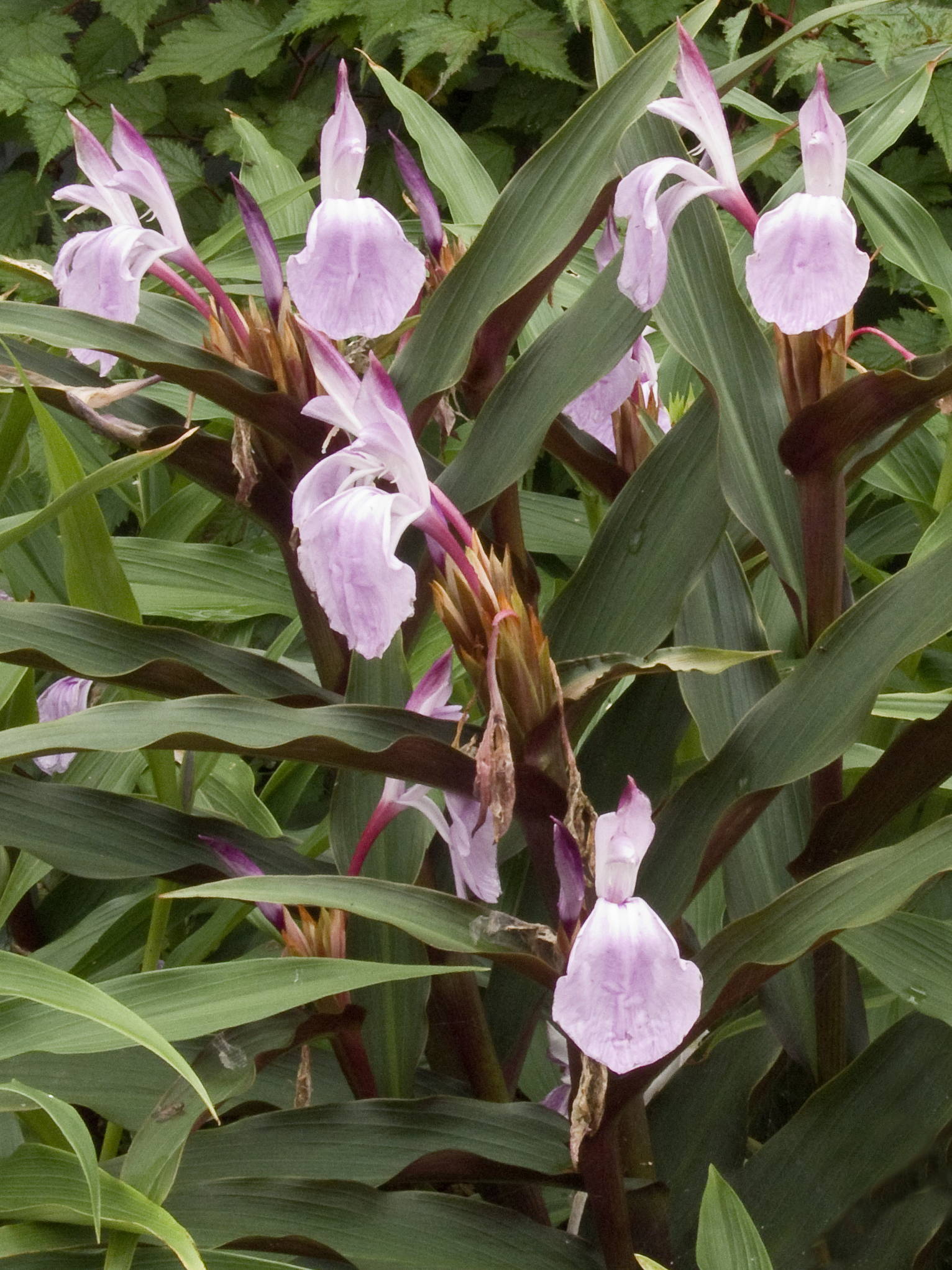
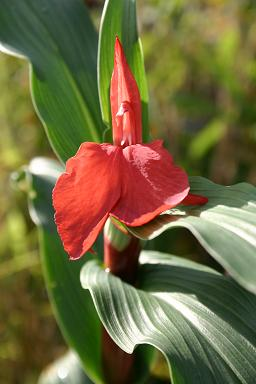
R. purpurea f. rubra